# アルメニア地震 (1988年)
アルメニア地震（アルメニアじしん）は、1988年12月7日にアルメニア北部ロリ地方のスピタクを震央として発生したマグニチュード(Ms)6.8、(Ml)7.2 の地震。1988年アルメニア地震、スピタク地震（アルメニア語: Սպիտակի երկրաշարժ）などとも言う。

## 概要
この地震による死者は少なくとも約2万5000人、負傷者は約1万9000人に上る。
震央に近いレニカナンやスピタクなどにあるフルシチョフカやブレジネフカなどの高層建築物はほとんど倒壊し、40万人を超える人が家を失った。特に顕著な被害が出たレニナカン（現・ギュムリ）では、約1万5000人-1万7000人が死亡し街も壊滅した。また、スピタクでも大きな被害が生じ、約4000人が死亡した。
地震発生時、震央から約90kmの地点にあるメツァモール原子力発電所は運転中であったが、被害は受けずその後も正常な運転を継続していた。しかし、この地震をきっかけに同原子力発電所は一時的に閉鎖されることになった。
この地震は、北のユーラシアプレートと北進するアラビアプレートとが衝突する場所で起こったとみられ、震源付近では落差2mの断層が生じた。